# Dalbergia amazonica
Dalbergia amazonica är en ärtväxtart som först beskrevs av Ludwig Radlkofer, och fick sitt nu gällande namn av Adolpho Ducke. Dalbergia amazonica ingår i släktet Dalbergia, och familjen ärtväxter. Inga underarter finns listade i Catalogue of Life.